# Chiesa di San Pietro (Tusa)
La chiesa di San Pietro è un edificio religioso di Tusa.

## Storia e descrizione
La chiesa sembra essere stata fondata o rimaneggiata nel 1555 e dovette subire ulteriori trasformazioni in occasione della fondazione del "Collegio di Maria" nel 1785, un collegio educativo femminile, retto fino al 1906 dalle  suore di Maria, e quindi successivamente dalle  Figlie di sant'Anna, dalle suore della Sacra Famiglia riparata, e infine dalle suore collegine. La chiesa ha un'unica navata, con volta a botte lunettata. Vi è conservato un quadro, proveniente dal monastero delle Benedettine di Santa Maria di Loreto, opera di Olivio Sozzi e collocato sull'altare maggiore.
Chiesa e convento furono abbandonati dopo i danni subiti nel terremoto del 1968. Dopo i restauri del 1979 e del 1987 sono chiusi al pubblico.